# Hutgesetz

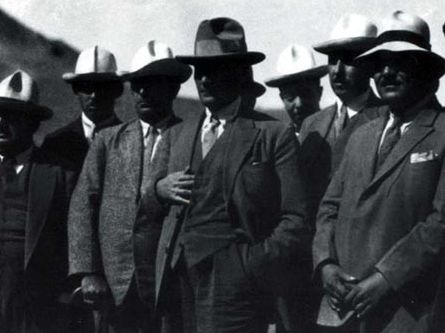
Mustafa Kemal Atatürk, 1925

Das Hutgesetz (türkisch Şapka kanunu) aus dem Jahre 1925 gehörte zu den Reform- oder Revolutionsgesetzen Mustafa Kemal Atatürks. Das Gesetz legte für die männliche Bevölkerung der Türkei als erlaubte Kopfbedeckung den Hut fest und untersagte das Tragen der orientalischen Kopfbedeckungen. Für einen Teil der Staatsbediensteten wurde hierdurch das Tragen der neuen „nationalen Kopfbedeckung“ Pflicht. Das Geschehen wird auch als Hutrevolution (Şapka Devrimi) oder Hutreform (Şapka İnkılâbı) bezeichnet. De jure ist das Gesetz noch in Kraft.

## Ziele

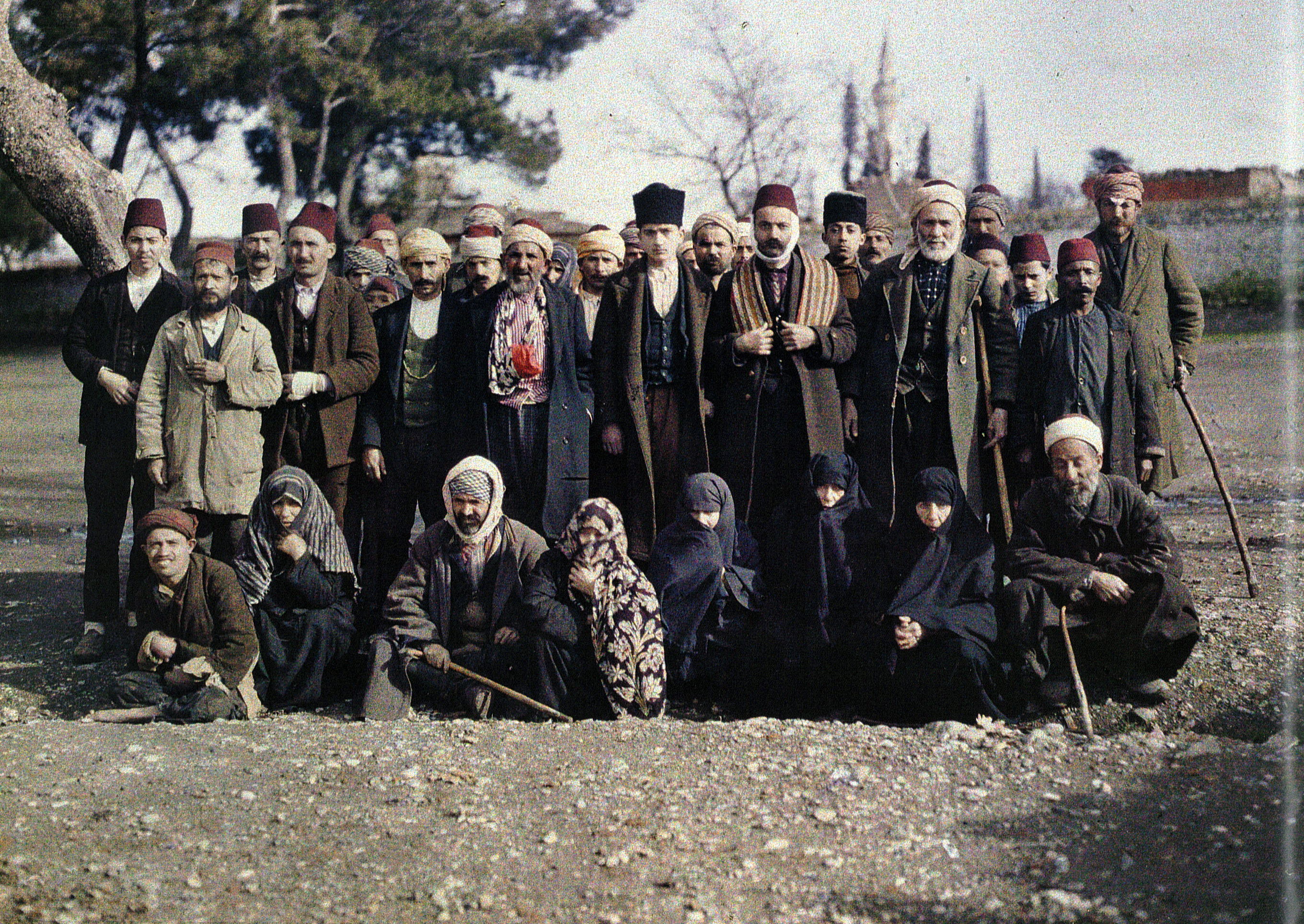
Traditionelle Kleidung vor der Kleidungsreform, mit Fes, Kalpak und Sarık (1923)

Diese Kleidungsreform verfolgte mehrere Ziele. Die osmanische Gesellschaft spaltete sich in die Träger verschiedener Kopfbedeckungen. Im Zuge des Aufkommens des Nationalgedankens wurde in der türkischen Oberschicht vielfach über die richtige Wahl der Kopfbedeckung als Teil der „nationalen Tracht“ diskutiert. Mit dem Hutgesetz wurde der Hut als „nationale Kopfbedeckung“ durchgesetzt und somit die vorher herrschende Heterogenität, welche Rückschlüsse auf Konfession, politische Überzeugung und Ethnie erlaubte, im Sinne eines einheitlichen Staatsbürgers aufgelöst.
Ziel war es auch, das Ansehen des Türken auf internationaler Ebene zu stärken und ihn zu einem Teil der „zivilisierten Welt“ zu machen. Gleichzeitig war es ein optischer Bruch mit der Zeit und als unästhetisch aufgefassten Kleidung des untergegangenen Osmanischen Reiches.
Ein weiteres Ziel war die Bildung einer sichtbaren Profession des Geistlichen Standes (Hodscha). Nur diesem Berufsstand wurde das Tragen des Turbans gewährt. Die neueingerichtete Religionsbehörde Diyanet gab den Hodschas die staatliche Befugnis zum Halten des Gottesdienstes – eine Tätigkeit, die früher jedem offenstand. Mit diesen beiden Reformen war es für die Bevölkerung nun anhand des Turbans ersichtlich, ob der Imam seinen Beruf mit staatlicher Erlaubnis ausführte und zweitens konnte der Staat nun feststellen, ob der Geistliche mit seiner religiösen Kleidung weitere ökonomische Tätigkeiten, die ihm wegen Amtsmissbrauch verboten wurden, betrieb.
Laut Klaus Kreiser wurde in keinem Land die Art der Kopfbedeckungen so durch staatliche Interventionen reguliert wie in der Türkei. Bernard Lewis betrachtet, unter Einbeziehung der soziohistorischen Bedeutung der Kopfbedeckungen, die Hutrevolution als ein in der türkischen Geschichte bewährtes Mittel der Kulturpolitik und weniger als den Ausdruck eines willkürlichen Despotismus.

## Hintergrund: Kulturkampf um Kopfbedeckungen

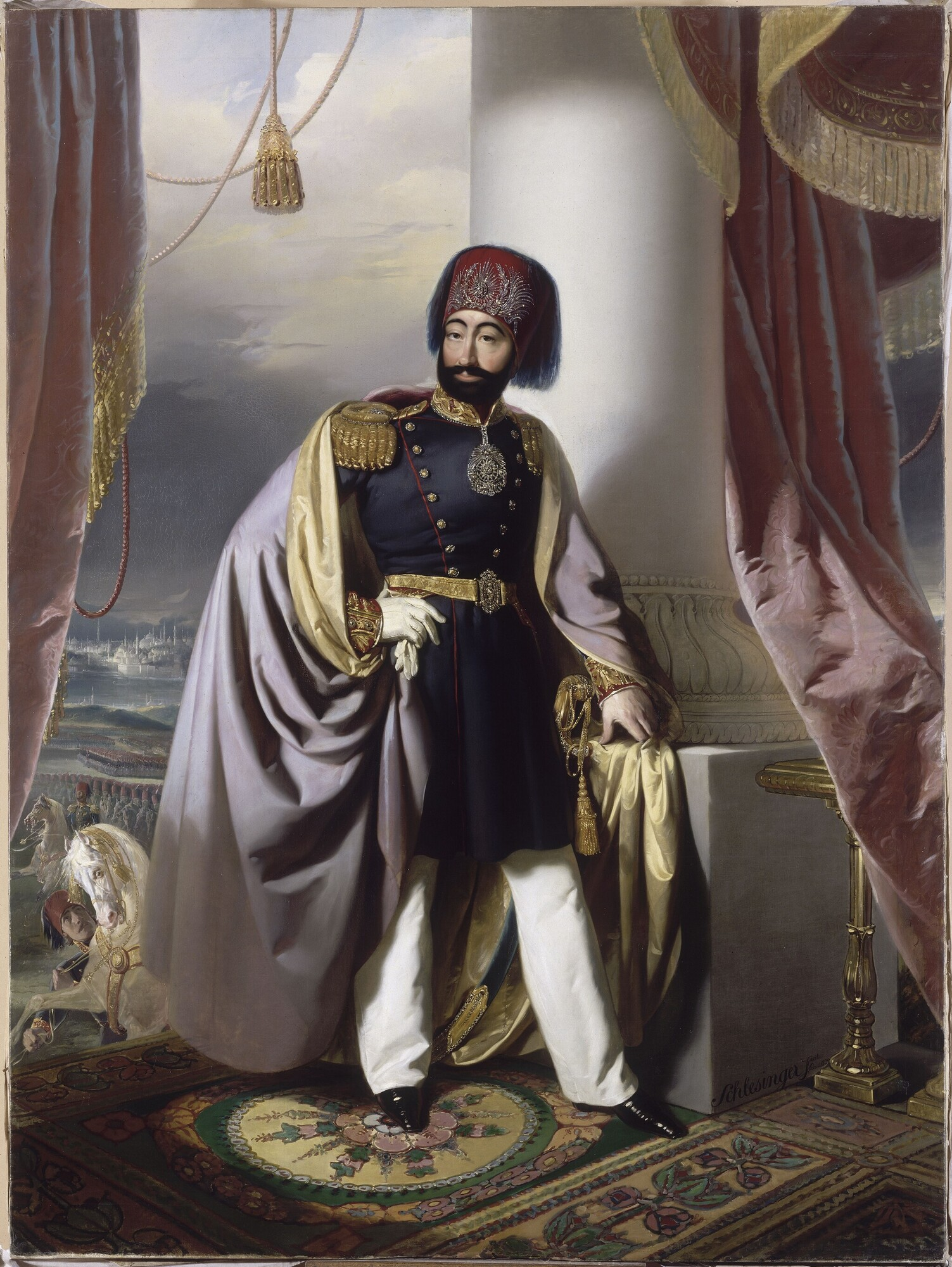
Mahmud II. mit europäischer Uniform und von ihm eingeführten Fes (Gemälde von Wilhelm Heinrich Schlesinger, 1839)

Als geistiger Vorläufer der Hutrevolution wird die von Mahmud II. angeordnete staatliche Fespflicht im Jahr 1827 genannt. Im Zuge einer westlich-orientierten verpflichtenden Neueinkleidung der Beamtenschaft sollte der Fes den damals dominierenden Turban auf Staatsebene und in der Bevölkerung ersetzen und religiöse Unterschiede (sichtbar durch die Kopfbedeckung) kaschieren. Dies rief wütende Proteste konservativer Bevölkerungsschichten hervor, die das Verbot des Turbans als Verrat an islamischen Grundsätzen kritisierten und dem Sultan im Volksmund den Namen „Gâvur Padişah“ (Ungläubiger Sultan) gaben.
Im Laufe der Zeit entwickelte sich der Fes zu einem patriotischen Symbol der Osmanen, verlor jedoch seine homogenisierende Wirkung mit u. a. dem Aufkommen des Hutes, welcher diesem Konkurrenz machte. Dieser wurde oft, aber nicht ausschließlich, von städtischen Nichtmuslimen als Statussymbol und zur Abgrenzung getragen – in Zeiten des zunehmenden Niedergangs des Osmanischen Reiches und interreligiösen Konflikten zum Ärger vieler muslimischer Bürger. So erzählt Falih Rifki Atay in seinen Memoiren, dass die Bevölkerung die Giauren in drei Kategorien einteilte, den besonnenen Ungläubigen, den normalen Ungläubigen und als schlimmste Kategorie den Ungläubigen mit Hut (şapkalı gavur). Auch Teile der muslimischen Oberschicht, Diplomaten und Intellektuelle begannen Hut zu tragen. Um das Eindringen des Hutes in die osmanische Beamtenschaft zu stoppen, verbot Abdülhamid II. 1877 den Hut und drängte auf die Beibehaltung des Fes. Hutträger mussten mit Entlassung und Freiheitsentzug rechnen.
Einen weiteren Schlag erhielt der Fes durch die Jungtürken. Da der Fes – als das patriotische Symbol der Osmanen – gegen Anfang des 20. Jahrhunderts zu einem großen Teil im Ausland, und besonders im politisch-verfeindeten Österreich-Ungarn produziert wurde (siehe Bosnische Annexionskrise), wurde er von den Jungtürken zunehmend gehasst und boykottiert. Sie wechselten nun bevorzugt zum Kalpak, einer zentralasiatischen Lammfellmütze, und machten nach ihrer Machtergreifung diesen mit der Elbise-i Askeriye Nizamnamesi für Soldaten ab 1909 in Khaki-Farben Pflicht. Die Theorie eines byzantinischen, also christlich-abendländischen Ursprungs des Fes verstärkte zusätzlich die Abneigung. Mustafa Kemal sollte später in seiner Hutrede die Ablehnung des Hutes durch die konservativen Kreise mit deren Begründung der abendländisch-christlichen Herkunft des Hutes und die Beibehaltung des für sie für „osmanisch-muslimisch“ gehaltenen (aber in Wirklichkeit aus dem Abendland stammenden und auch im „christlichen Feindesland“ produzierten) Fes als Dummheit kritisieren.
Mit der geschilderten Unpopularität des Fes wurde in intellektuellen Zirkeln und unter Generälen die Zukunft der Kopfbedeckungen diskutiert. Es galt die Frage, ob als nationale Kopfbedeckung der Fes beibehalten, durch den Kalpak ersetzt oder der Hut angenommen werden sollte. Während konservative Bevölkerungsschichten das Tragen der Hüte (und des Kalpaks) für einen Muslim als harām betrachteten, gab es in Publikationen der Jungtürken (u. a. in der İçtihat) Hut-Befürworter. Diese argumentierten, dass der Hut, welcher international auch in Japan und China Fuß gefasst hatte, als Kleidungsstück der Moderne einem neuen türkischen Nationalverständnis am besten entsprechen würde. Auch Mustafa Kemal war durch diese Diskussion beeinflusst.

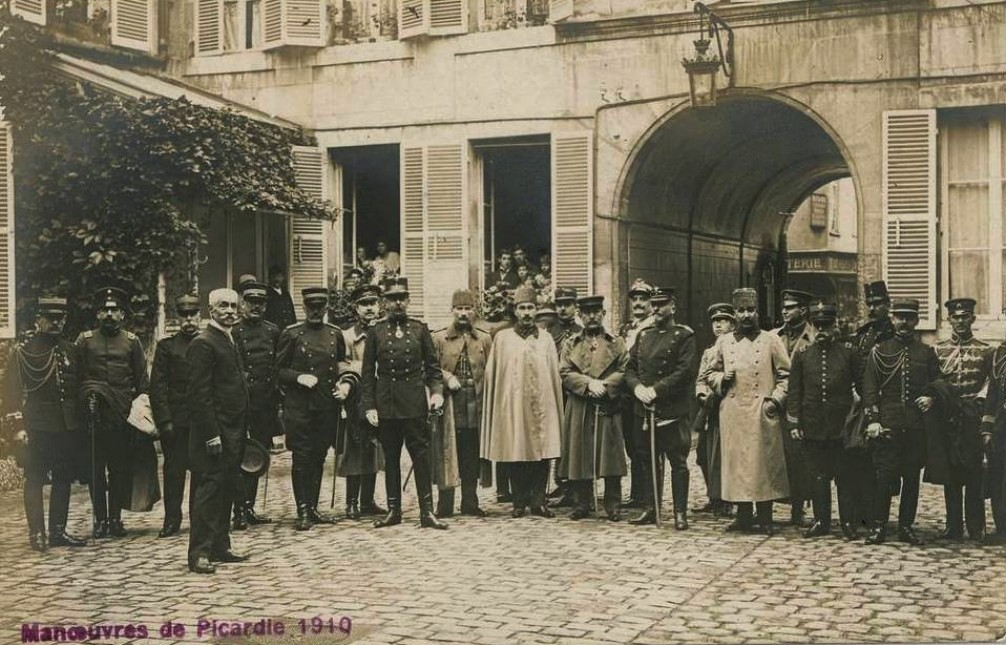
Mustafa Kemal Atatürk mit Kalpak bei dem Picardie-Manöver (1910)

Auch schlechte eigene Erfahrungen und solche anderer osmanischer Reisender in traditioneller Tracht in Europa mögen zum Entschluss beigetragen haben. Mustafa Kemals Begleiter Selahettin Bey wurde am Belgrader Bahnhof wegen seines Fes bedrängt und Kinder, denen sie begegneten, mieden sie. Auch Truppenübungen in der französischen Picardie, an denen Mustafa Kemal 1910 teilnahm, sollen einen bleibenden negativen Eindruck hinterlassen haben. So soll Mustafa Kemal bei den dortigen Taktikbesprechungen als militärischer Beobachter seinen europäischen Kollegen widersprochen haben, aber nicht ernst genommen worden sein. Als im Nachhinein ersichtlich wurde, dass Mustafa Kemal Recht hatte, soll ein hochrangiger europäischer Offizier ihn gelobt und dann darauf hingewiesen haben, dass man ihn mit dieser Kopfbedeckung (Kalpak) niemals ernst nehmen würde.
So hatte Mustafa Kemal, noch ohne größere Machtbefugnis ausgestattet, an einem Tischgespräch 1919 in Erzurum seine Pläne zur Etablierung des Hutes verkündet, welche damals auf großen Unglauben stießen. Sechs Jahre später sollte er als uneingeschränkter Präsident dieses Projekt realisieren.

## Hutrede

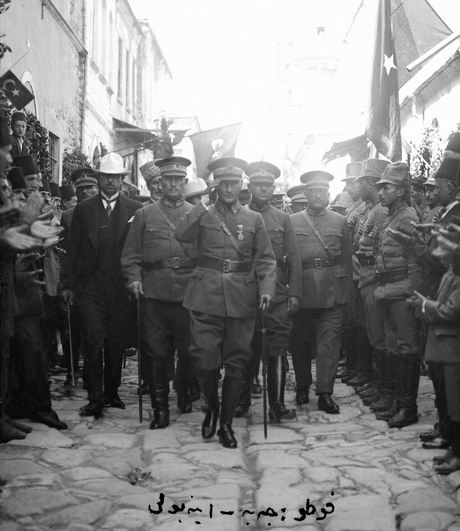
Auch die Uniformen wurden 1925 neu geregelt. Vorführung der militärischen Kopfbedeckung – erstmals mit Schirm (Feldmütze) – während dieser Reise 1925. Am Rand Schaulustige mit Kalpak

Konkrete Schritte zur Etablierung des Huts erfolgten 1925. Zwecks Testlauf folgte eine Reise nach Kastamonu, einer konservativen und monarchistisch-geprägten Gegend. Dazu trug er erstmals einen Sommerhut (Panama-Hut), den er der Etiquette entsprechend vom Kopf nehmend zur Begrüßung schwenkte. Neben dem Hut war auch dies ein Novum, da das Zeigen des baren Kopfs in der osmanischen Gesellschaft noch als verpönt galt. In İnebolu hielt er die sogenannte Hutrede (şapka nutku).

„Ist unsere Kleidung national? Ist unsere Kleidung international? (Nein-Rufe) [...] Wollt ihr ein Volk ohne nationale Bekleidung? Geht das, Freunde? Seid ihr bereit, euch so zu definieren? („Nein, auf gar keinen Fall“-Rufe) [...]
Freunde, es gibt keinen Spielraum dafür, die Kleidung Turans zu erforschen und wiederzubeleben. Eine zivilisierte und internationale Kleidung ist für uns wesentlich. Es ist eine würdige Kleidung für unsere Nation. Halbschuhe oder -stiefel an den Füßen, Hosen an den Beinen, Weste, Hemd, Krawatte, Hemdkragen, Jackett und selbstverständlich als Ergänzung dazu auf dem Kopf eine Kopfbedeckung mit Rand. Ich möchte dies sehr offen sagen: Diese Kopfbedeckung nennt man Hut. Wie ein Gehrock, ein Cutaway, ein Smoking oder ein Frack. Hier ist unser Hut. Es gibt Leute, die das [Tragen] für nicht erlaubt halten. Denen möchte ich sagen: Ihr seid ziemlich gedankenlos und unwissend, und ich möchte diejenigen fragen: Wenn es doch strebsam sei, den von Griechen stammenden Fes zu tragen, warum sollte dies nicht für den Hut gelten? [...]“

## Rechtlicher Hintergrund
Das „Gesetz über das Huttragen“ wurde am 25. November 1925 von der Großen Nationalversammlung der Türkei angenommen und trat mit Verkündung am 28. November desselben Jahres als Gesetz Nr. 671 in Kraft. Art. 1 des 
Gesetzes lautet:

„تورکیه بویوك ملت مجلسی اعضالری ایله ادارهٔ عمومیه و خصوصیه و محلیه یه و بالعموم مؤسساته منسوب مأمورین و مستخدمین، تورك ملتنك اکتسا ایتمش اولدیغی شابقه یی کیمك مجبوریتنده در. تورکیه خلقنك ده عمومی سرپوشی شابقه اولوب بوکا منافی بر اعتیادك دوامنی حکومت منع ایدر.“

„Türkiye Büyük Millet Meclisi aʿżāları ile idāre-ʾi ʿumūmīye ve ḫuṣūṣīye ve maḥallīyeye ve bi-ʾl-ʿumūm müʾessesāta mensūb meʾmūrīn ve müstaḫdemīn, Türk milletiniñ iktisā ėtmiş oldıġı şabḳayı giymek mecbūrīyetindedir. Türkiye ḫalḳınıñ da ʿumūmī serpūşı şabḳa olub buña münāfī bir iʿtiyādıñ devāmını ḥükūmet menʿ ėder.“

„Mitglieder der Großen Nationalversammlung der Türkei sowie Beamte und Angestellte der allgemeinen, besonderen und lokalen Verwaltung und sämtlicher Institutionen sind verpflichtet, den von der türkischen Nation getragenen Hut zu tragen. Die allgemeine Kopfbedeckung der Bevölkerung der Türkei ist der Hut und die Regierung verbietet die Fortdauer einer gegenteiligen Gewohnheit.“

Vor der Abschaffung des Art. 222 tStGB im März 2014 wurde mit kurzzeitiger (vgl. Artt. 49 Abs. 2, 50 tStGB) Freiheitsstrafe von zwei bis zu sechs Monaten bestraft, wer den unter anderem durch das Hutgesetz aufgestellten Verboten oder Verpflichtungen zuwiderhandelte. Das Hutgesetz steht unter dem besonderen Schutz des Art. 174 Nr. 2 der Verfassung (Reformschutzgesetze) und des Art. 22 Nr. 2 des Verfassungsgerichtsgesetzes.

## Folgen

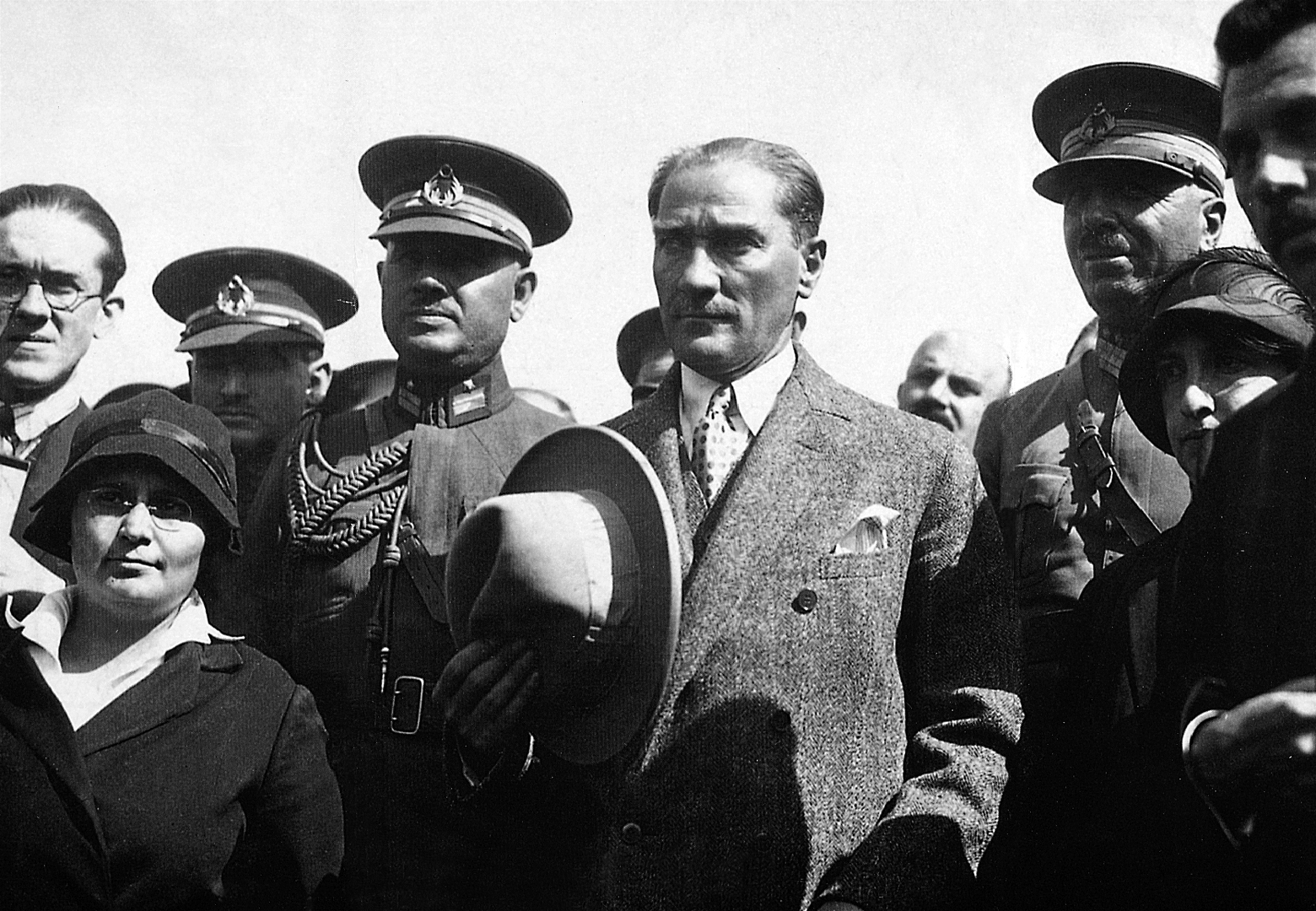
Mustafa Kemal mit Borsalino nach der Verkündung 1925, Izmir

Da der Reise und dem Vorhaben in der türkischen Presse großer Raum gewidmet wurde, gab es bei Kemal Atatürks Ankunft in Ankara große Menschenmengen, die ihn in Hüten erwarteten. Darunter befand sich auch Ali Bey, Abgeordneter aus Afyon, der kurz vorher noch einen Journalisten wegen Tragen eines Hutes feuern ließ und ihn angeklagt hatte. Vor dem Verabschieden des Gesetzes gab es in den Zeitungen eine Kampagne zur Propagierung des Hutes, u. a. Unterricht wie er getragen und wie damit gegrüßt wurde.
Schon vor der Erstellung des Gesetzes waren die Hüte in den Läden ausverkauft. Wer sich keinen Hut leisten konnte, improvisierte mit Stoff. Wegen der Nachfrage mussten Hüte aus Ungarn eingeführt werden, bevor sich lokale Industrie aufbauen konnte. In der Türkei entwickelte sich in der Folge auch der Beruf des Hutmachers (şapkacı), vor denen sich lange Schlangen bildeten.
Im Briefwechsel zwischen Gouverneuren (Vali) und Innenministerium geht hervor, dass die Hutreform in den Städten nahezu vollständig umgesetzt wurde, dass jedoch einige Menschen den Hut mit religiösen Misstrauen betrachteten. Sie empfahlen durch Fatwas der Religionsbehörde Diyanet klarzustellen, dass das Tragen eines Hutes mit dem Islam im Einklang und keine Sünde sei. Denn ein schon immer diskutierter Streitpunkt war der Schirm bzw. Hutkrempe. Da Muslime beim Gebet mit der Stirn den Boden berühren sollten, erwies sich die neue Kopfbedeckung diesbezüglich als problematisch, da die Menschen auf ihre Kopfbedeckung beim Beten nicht verzichten wollten. Eine Fatwa stellte klar, dass das barhäuptige Beten entgegen populärer Meinung aus religiöser Sicht erlaubt und erwünscht sei. Als Kompromiss griffen die Menschen auf die kremplose Takke oder die Schiebermütze zurück.
In der ländlichen Bevölkerung erfolgte diese Kleiderreform sehr schleppend. Dies lag zum einen an dem geringen Konsum von Zeitungen aufgrund der niedrigen Alphabetisierungsrate und zum anderen an den geringen Kontrollmöglichkeiten auf dem Land. Es gibt jedoch Berichte, laut denen Dorfbewohner, wenn sie in die nächste Stadt mit dort befindlichen Polizisten gingen, sich den Hut aus dem Gemeinschaftshaus ausliehen und diesen bei der Rückkehr wieder ablegten.
Die Führung (inklusive Mustafa Kemal) und Teile der Öffentlichkeit verzichtete in späteren Jahren ganz auf eine Kopfbedeckung. Dies war dem neuen Verständnis von Religion und Leben (der „Entsakralisierung der Kopfbedeckung“) und der parallelen Entwicklung der dominierenden westlichen Mode geschuldet. Während diese Entwicklungen und Eingriffe bei den Männern auf einer gesetzlichen Ebene erfolgten, gab es zur Zeit Mustafa Kemals entgegen manch anderslautenden Angaben in der Literatur keine gesetzlichen Entschleierungs- oder Kleiderreformen bezüglich der Frauen.

### Reaktionen und Proteste

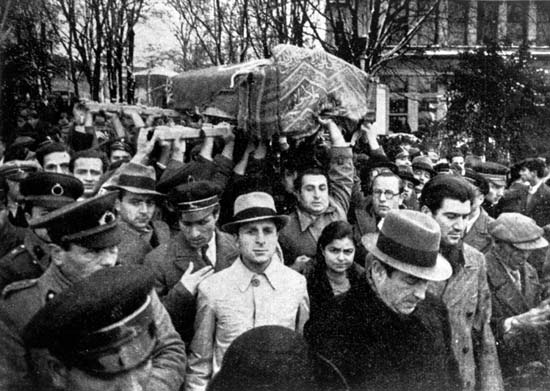
Türken barhäuptig und mit Hut (1936)

Die Polizei reagierte unterschiedlich auf Gesetzesübertreter. So wurde zumeist der Fes oder Turban einfach konfisziert oder der Träger auf die Wache gebracht. Es gibt auch Berichte von physischen Übergriffen in Form von Schlägen durch die Gendarmen. Die im Gesetz verankerte Geldstrafe wurde des Öfteren angesetzt, weil sie sich als abschreckende Strafe erwies, die zwei- bis sechsmonatige Freiheitsstrafe sehr viel seltener verhängt.
Der Anteil der Befürworter und Gegner in der Bevölkerung bezüglich der Hutreform ist schwer zu ermitteln. Allgemein waren die jungen Männer eher gewillt den Hut zu tragen als die Älteren, welche mit dem Fes aufgewachsen waren. Eine im zentralanatolischen Kırşehir durchgeführte Umfrage auf Basis oraler Interviews von Zeitzeugen legte eine große Mehrheit für und eine Gegnerschaft von nur 15 % (bei 4 % Enthaltung) aus. Reiseberichte zeugen dagegen von einer größeren Unpopularität der Maßnahme. Mustafa Kemal als oberster Mann im Staate besaß jedoch ein hohes Ansehen in der noch osmanisch-geprägten Bevölkerung und die teils auftretende polizeiliche Willkür und Missbrauch wurden dementsprechend auf lokalpolitischer Ebene kritisiert.
Es gab aber auch größere, regimekritische Proteste. In Sivas, Rize, Trabzon, Maraş und Erzurum kam es zu religiös-motivierten, teils gewalttätigen Unruhen, die mit Härte unterdrückt wurden. Den Protesten lag zum einen das Verbot der einflussreichen islamischen Bruderschaften zugrunde, zum anderen das Hutgesetz, dessen erzeugter Unmut sich die strengreligiösen Initiatoren des Aufruhrs bedienten. Da die politische Situation durch einen kurdischen Aufstand im Osten angespannt war, verurteilen unter dem Einfluss des Ausnahmezustands Sondergerichte („Unabhängigkeitsgerichte“ – İstiklal Mahkemeleri) festgenommene Aufrührer zu Haft- und Todesstrafen. Der bekannteste Verurteile ist der radikalislamische Gelehrte und Gegner der Nationalbewegung İskilipli Atıf Hoca, der von den Unabhängigkeitsgerichten als einer der Organisatoren des Aufruhrs eingestuft und gehängt wurde. Er verfasste einige Jahre zuvor ein Werk, in dem er das Tragen von Hüten als Sünde bezeichnete und die Muslime aufrief, die seiner Meinung nach schlechten Einflüsse des Westens wie Alkohol, Prostitution, Theater, Tanz und Tragen nichtmuslimischer Kopfbedeckung nicht aufzunehmen. Ein weiteres Hinrichtungsopfer war Şalcı Şöhret.
Im Parlament wurde das Gesetz fast einstimmig beschlossen. Zwei Abgeordnete, darunter Nureddin Pascha, bezeichneten die Reform als nicht hinnehmbaren Eingriff in die Privatsphäre und sahen eine Inkompatibilität mit schon getätigten Kleidungsvorschriften. Er wurde von seinen Kollegen auf die bestehende Hutpflicht im japanischen Parlament verwiesen und seine Argumentation wurde, da er selbst einen europäischen Cutaway trug, als argumentatorisch inkonsequent zurückgewiesen.
Ähnlich kritisch sah dies Halide Edip Adıvar, eine säkulare Intellektuelle. Sie kritisierte aus dem Exil, dass die Hutreform für die arme Gesellschaftsschicht zu teuer und der autoritäre Eingriff in die Privatsphäre zu drastisch wäre. Sie fürchtete, dass der Ausbau der Verwestlichung in Gefahr geraten könne.

### Reaktionen im Ausland

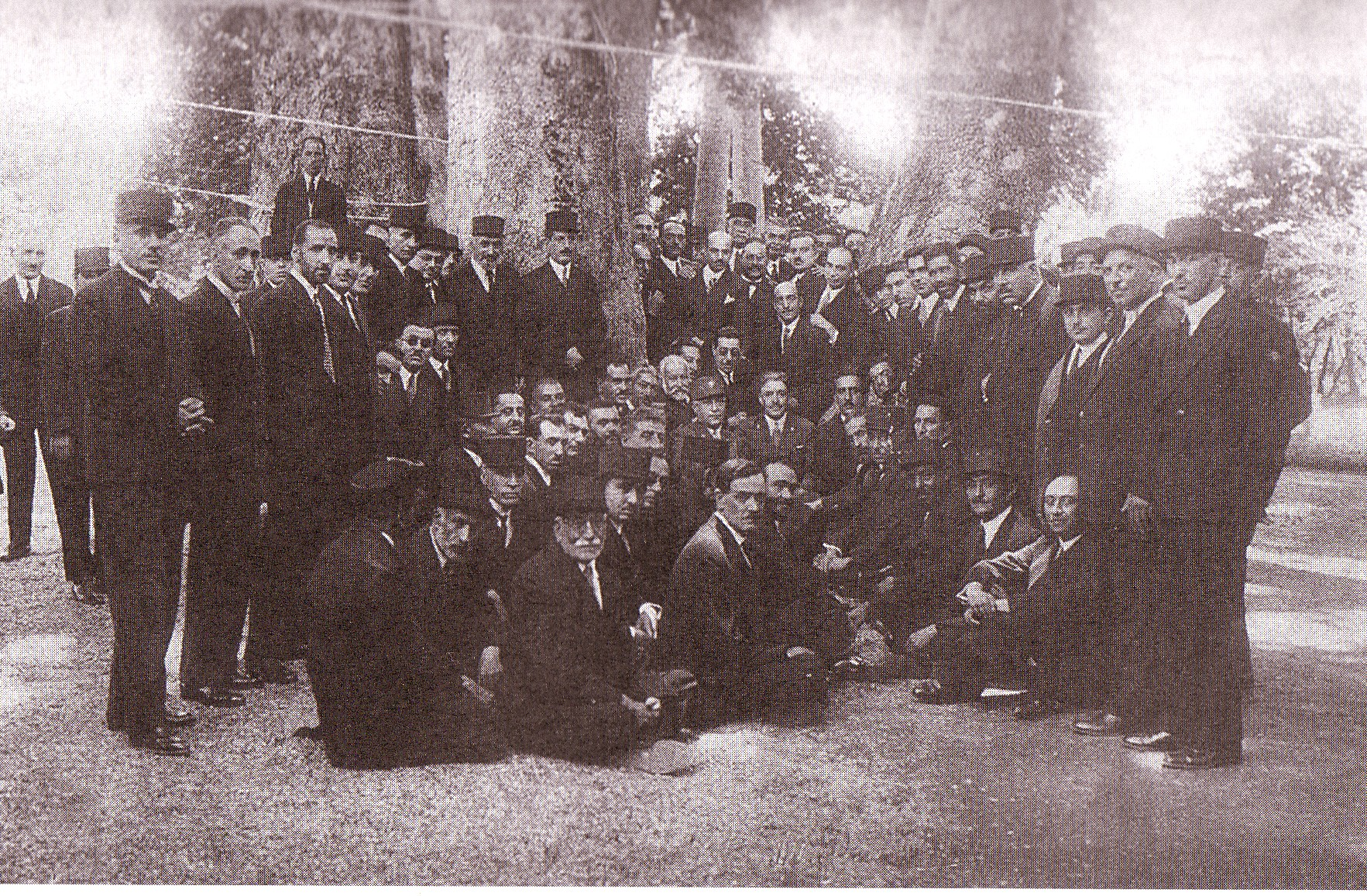
Mitglieder des iranischen Parlaments mit der verordneten „Pahlavi-Mütze“

Die Hutreform wurde im Ausland und besonders im Orient verfolgt. Während die westliche Presse größtenteils über diese Maßnahme staunte, teilweise spottete und über die verloren gegangene orientalistische Erscheinung der Türkei wehklagte, wurde in anderen islamischen Ländern über ähnliche Maßnahmen diskutiert.
In Ägypten gab es eine ähnliche Diskussion bezüglich des Fes. Auch dort wurde der Fes als fremdes Kulturgut betrachtet und über die Heterogenität der verschiedenen Kopfbedeckungen der ägyptischen Bevölkerung geklagt. Während einige ägyptische Kommentatoren der kemalistischen Türkei rieten, die Verwestlichung doch besser in anderen Bereichen auszubauen, sahen andere die Hutreform als ein geeignetes Mittel an, mit der ägyptischen Vergangenheit (welche für sie durch orientalische Ignoranz und Fatalismus geprägt war) zu brechen. Unter Gamal Abdel Nasser sollte der Fes fast vollständig verschwinden.
Das Nachbarland Iran zog wenige Jahre später nach. Beeindruckt von der Reform ordnete Reza Schah Pahlavi erstmals 1927 und später 1935 nach einem Staatsbesuch in der Türkei mehrere Kleidungsreformen mit Hutpflicht u. a. für die Bevölkerung und Staatsbedienstete im Iran an.
Im noch angrenzenden syrisch-französisch verwalteten Hatay begannen Teile der dortigen türkischen Bevölkerungsgruppe Hüte zu tragen und lateinische Schrift zu benutzen, um ihr Zugehörigkeitsgefühl zu unterstreichen. Dies führte zu Repressalien und gewaltsamen Beschlagnahmung der Hüte durch die französisch-syrische Seite. Die Franzosen nannten die huttragenden Aufständischen chapiste (Hütler).
Im benachbarten Bulgarien versuchte man ebenfalls das Relikt der osmanischen Herrschaft über Bulgarien, den Fes, loszuwerden und stattdessen den Hut einzuführen. Diese Maßnahme sollte auch auf die türkische Minderheit übertragen werden, die sich gegen teils gewaltsame Übergriffe wehrte. Auf die Frage, wie man dies mit der türkischen Hutrevolution im Mutterland in Verbindung bringe, antwortete der Zeitzeuge Osman Kılıç: „Die Idee, Atatürks Kleiderreform zu widersprechen, ist uns nicht in den Sinn gekommen […]. Aber da wir in Bulgarien leben, in diesen fürchterlichen Tagen [1930], fern ab vom Mutterland, und da all unsere Verbindungen gekappt sind und wir als Waisen zurückgelassen wurden, ist unsere nationale Kleidung der rettende Fels“.

## Sonstiges
Die Hutrevolution wird kurz in Saint-Exupérys Buch Der kleine Prinz behandelt. Dort warnt ein türkischer Wissenschaftler mit Fes vor einem Kometen, wird aber nicht groß beachtet. Erst als er mit Krawatte und Jackett auftaucht, gibt es Applaus.